# 高山市立秋神小学校
高山市立秋神小学校 （たかやましりつ あきがみしょうがっこう）は、かつて岐阜県高山市に存在した公立小学校。

## 概要
- 旧・大野郡朝日村の南部の小学校であった。2008年に廃校。廃校時の児童数は22人。
- 校舎は2018年時点現存する。教職員住宅は飛騨高山ふるさと体験施設「秋神の家」として使用されている[1]。

## 沿革
- 1874年（明治7年）1月[注釈 1] - 桑之島村に秋神学校が開校。
- 1875年（明治8年） - 久須母村、大西村、柳島村、小屋名村、辻村、小谷村、甲村、見座村、立岩村、小瀬村、万石村、上ヶ見村、寺沢村、大広村、黒川村、浅井村、青屋村、寺附村、小瀬ヶ洞村、黍生谷村、一之宿村、桑之島村、宮之前村、西洞村、胡桃島村が合併し、朝日村が発足。
- 1886年（明治20年） - 秋神簡易科小学校に改称する。
- 1892年（明治25年） - 秋神尋常小学校に改称する。
- 1921年（大正10年） - 秋神尋常高等小学校に改称する。
- 1941年（昭和16年）4月1日 - 秋神国民学校に改称する。
- 1947年（昭和22年）4月1日 - 朝日村立秋神小学校に改称する。
- 1988年（昭和63年） - 校舎（鉄筋コンクリート造2階建）が完成。
- 2005年（平成17年）2月1日 - 朝日村が高山市に編入される。同時に高山市立秋神小学校に改称する。
- 2008年（平成20年）3月 - 高山市立朝日小学校に統合され、廃校。